# Himachalia violacea
Himachalia violacea är en fjärilsart som beskrevs av Butler 1889. Himachalia violacea ingår i släktet Himachalia och familjen nattflyn. Inga underarter finns listade i Catalogue of Life.